# Davino Verhulst
Davino Verhulst, né le 25 novembre 1987 à Beveren en Belgique, est un de footballeur belge qui joue au poste de gardien de but.

## Biographie
Formé au KSK Beveren, Davino Verhulst rejoint le KRC Genk en 2007. Il succède en 2009 à Logan Bailly, comme gardien de but titulaire de l'équipe professionnelle. Il remporte en fin de saison la Coupe de Belgique. Il perd sa place en 2010 et part une saison en prêt aux Pays-Bas, à Willem II. De retour à Gnek, son contrat est rompu et il s'engage avec Saint-Trond. Après deux excellentes saisons, il est transféré par le KSC Lokeren pour devenir la doublure de Copa. Il est gardien titulaire du KSC Lokeren.
Davino Verhulst a été sélectionné en équipe nationale des moins de 18 ans, des moins de 19 ans et des espoirs.

## Palmarès
KRC Genk
- Coupe de Belgique
  - Vainqueur : 2009

 KSC Lokeren
- Coupe de Belgique
  - Vainqueur : 2014

 Royal Antwerp FC
- Coupe de Belgique
  - Vainqueur : 2023